# Zuzax
Zuzax è una comunità non incorporata degli Stati Uniti d'America della contea di Bernalillo nello Stato del Nuovo Messico. Situata sulla New Mexico State Highway 333, ex U.S. Route 66, si trova circa 11 miglia (18 km) ad est di Albuquerque. Ora è in gran parte un'area di suddivisioni. Un'uscita per Zuzax esiste nella vicina Interstate 40. Era nota negli anni 1950 per il suo negozio turistico e per il percorso breve sulla seggiovia su una piccola collina dietro il negozio.